# Niederalemannisch
Das Niederalemannische ist eine Dialektgruppe des Alemannischen und gehört damit zum Oberdeutschen.

## Definition
Niederalemannisch im traditionellen Sinn grenzt sich vom Schwäbischen dadurch ab, dass mittelhochdeutsches /uː/ erhalten geblieben und nicht zu /ou/ (oder /au/) geworden ist (z. B. /huːs/ ‚Haus‘), und vom Hochalemannischen unterscheidet es sich, indem anlautendes germanisches /⁠k⁠/ als [kʰ] oder [kx] und nicht als Frikativ [⁠x⁠] realisiert wird (z. B. /kʰind/, /kxind/ ‚Kind‘).

Das traditionelle Verbreitungsgebiet westoberdeutscher (alemannisch-schwäbischer) Dialektmerkmale im 19. und 20. Jahrhundert. Die niederalemannischen Mundartkennzeichen werden gebildet durch die oberrhein- und die bodenseealemannischen Dialektmerkmale.

## Begriffskritik
Westliches und östliches Niederalemannisch weisen außer der in der Definition erwähnten kaum weitere Gemeinsamkeiten auf: Die Sprache des Oberrheins ist durch südfränkische Einflüsse geprägt, diejenige des Bodensees und des Alpenrheins durch schwäbische. Hugo Steger und Karlheinz Jakob haben deshalb das traditionelle Niederalemannische in die oben aufgeführten beiden Gruppen Oberrheinalemannisch und Bodenseealemannisch geteilt. Mit „Oberrheinalemannisch“ greifen sie Friedrich Maurers „Oberrheinisch“ wieder auf, dessen Dreiteilung des Alemannischen in Schwäbisch, Oberrheinisch und Südalemannisch kein Niederalemannisch kannte. Auch Peter Wiesinger gibt, gestützt auf die strukturalistische Untersuchung der Vokalsysteme, das traditionelle Niederalemannisch auf; er nennt allein dessen westlichen Teil Niederalemannisch (= Steger/Jakobs Oberrheinalemannisch) und den östlichen Teil Mittelalemannisch (= Steger/Jakobs Bodenseealemannisch), wobei er breite Übergangsräume zu den Nachbarmundarten, besonders zum Hochalemannischen, skizziert. Wiesingers Terminologie hat gegenüber derjenigen von Steger/Jakob den Vorteil, mit „Nieder-“ und „Mittelalemannisch“ ein begriffliches Pendant zu „Hoch-“ und „Höchstalemannisch“ geschaffen zu haben.

## Einteilung
Das Niederalemannische (im traditionellen Sinn) gliedert sich in die zwei Untergruppen Bodensee-Alemannisch oder Mittelalemannisch und Oberrhein-Alemannisch oder Niederalemannisch im engeren Sinn:

### Bodenseealemannisch
- Allgäuerisch (südlich)
- Baar-Alemannisch
- Süd-Württembergisch
- Vorarlbergisch (besonders nördlich)
- einzelne Seegemeinden am Schweizer Ufer

### Oberrheinalemannisch
- Baseldeutsch (als „Dialektinsel“ innerhalb des Hochalemannischen)
- Elsässisch (Mittelelsässisch)
- Badisch (nördlich des Markgräflerlandes)
- Von der Gegend um den Kaiserstuhl aus:
  - Alemán Coloniero (Venezuela)

## Merkmale
Auch wenn das Niederalemannische ein sehr heterogenes Sprachgebiet ist, gibt es doch einige Grundmerkmale, die auf viele Untermundarten zutreffen. 
Konsonanten
- Das r ist kein alveolares [r] wie im Hochalemannischen (Zungenspitzen-r), sondern wird als uvularer Frikativ [ʁ̥] gesprochen (Zäpfchen-r). Ohne nachfolgenden Vokal wird es heute wie im Hochdeutschen verbreitet vokalisiert. So heißt das hochdeutsche „reich“ bzw. „Jahr“ im Niederalemannischen [ʁ̥iχ] bzw. [jɔɐ̯] und im Hochalemannischen [riːχ] bzw. [jɑːr]. Bei den Erhebungen zum Südwestdeutschen Sprachatlas war das r allerdings noch nicht vokalisiert worden, und die Realisierung war in der Rheinebene [r], im Schwarzwald [ʀ].
- Im Oberrheinalemannisch bzw. Niederalemannisch im engeren Sinn werden keine Fortis- und Lenis-Konsonanten unterschieden, sie sind in stimmlosen Lenes zusammengefallen. Im Bodenseealemannisch bzw. Mittelalemannisch werden Fortes und Lenes aber wie in den meisten Schweizerdialekten unterschieden.

Vokale
- Mhd. /aː/ ist verdumpft: slâfen (‚schlafen‘) > /ʃloːfɘ/ oder /ʃlɔːfɘ/.
- Im westlichen Oberrheinalemannisch (Elsässisch) sind mhd. /uː/ und mhd. /ou/ zu /yː/ bzw. /ɑy/ palatalisiert.
- Vokale werden entrundet. Mhd. ü, ö, iu, oe, üe, öu wurden zu [ɪ], [e], [i], [eː], [ɪɘ], [ai]. Die meisten hochalemannischen Mundarten haben sie als gerundete Vokale bewahrt: /ø/, /y/, /øɪ̯/ und /yə̯/. So heißt es auf Niederalemannisch scheen und auf Hochalemannisch schön.

Hier einige Wortbeispiele, die diese und weitere Unterschiede verdeutlichen sollen:
| Niederalemannisch | Hochalemannisch | Standarddeutsch |
| grien /g̥ʁ̥ɪə̯n/     | grüen /g̥rʏə̯n/   | grün            |
| Johr /jɔɐ̯/        | Johr /jɔːr/     | Jahr            |
| kumme /kʰumə/     | choo /χoː/      | kommen          |
| derfe /d̥ɛɐ̯fə/     | dörfe /d̥œrfə/   | dürfen          |
| Hüüs /hyːs/       | Huus /huːs/     | Haus            |
| üs /ys/           | us /us/         | aus             |
| klei /kʰlaɪ̯/      | chlii /χliː/    | klein           |

## Rückhalt in der Bevölkerung
Niederalemannisch steht heute von zwei Seiten unter Druck, nämlich einerseits von den Nachbardialekten und anderseits von der Hochsprache beziehungsweise von großräumigen Regiolekten.
Etwa seit dem Ende des 19. Jahrhunderts, ganz besonders aber seit 1945 wird das Niederalemannische in Deutschland in zunehmendem Maße durch das benachbarte Schwäbisch beziehungsweise im Allgäu durch das Bairische beeinflusst und allmählich durch diese oder durch dem Hochdeutschen nähere Formen ersetzt. 
In Oberschwaben etwa hat sich das Schwäbische im Laufe des 20. Jahrhunderts bis an den Bodensee ausgebreitet, nachdem früher die Dialektgrenze noch zwischen Bad Waldsee und Ravensburg war. Im Elsass wird das Niederalemannische durch das Französische verdrängt, das alleinige Amtssprache und zunehmend auch Verkehrssprache ist, im schweizerischen Basel durch das südwestlich anschließende Hochalemannisch umgeformt. Vergleichsweise resistent sind die dem Niederalemannischen zuzurechnenden vorarlbergischen Dialekte.
Zudem leidet das regionale alemannische Selbstverständnis durch die Sicht auf das Niederalemannische als eine Art Minderheiten- oder gar Außenseitersprache, welche der hochdeutschen Sprache und den umliegenden Dialekten unterlegen sei. In jüngster Zeit gibt es jedoch vereinzelt Lehrer und andere Stimmen, die auch im Niederalemannischen eine Erhaltung des lokalen Dialektes fordern und sich damit zusätzlich für eine mehrsprachige Kultur einsetzen. Im Elsass wiederum wird der Dialekt kaum mehr an die junge Generation weitergegeben, womit sich der Übergang dieses Gebietes zum französischen Sprachraum abzeichnet.